# Shutokō Battle '94 Keichii Tsuchiya Drift King
Shutokō Battle '94 Keichii Tsuchiya Drift King é um jogo de racha lançado pela Genki em 1994, para o console Super Nintendo.